# Джакомо Булгарели
Джакомо Булгарели (на италиански: Giacomo Bulgarelli) е италиански футболист, защитник.

## Кариера
Цялата му клубна кариера в Италия е свързана с Болоня, за които също е капитан. Булгарели има 391 мача в Серия А между 1959 и 1975 г., както и 54 за Копа Италия, 3 за КЕШ, 2 за КНК, 4 за Купа Митропа. Общо има 58 гола във всички турнири, 43 от които в Серия А.
Печели титлата с клуба през 1964 г., след като побеждава Великият Интер на Еленио Ерера в Милано с 2:0 в плейофа. Това е единственият път в историята, когато титлата е решена по такъв начин. С 488 участия във всички състезания, той е рекордьор на Болоня за всички времена.
Приключва кариерата си в САЩ.

## Отличия

### Отборни
Болоня
- Серия А: 1963/64
- Копа Италия: 1969/70, 1973/74
- Купа Митропа: 1961

### Международни
Италия
- Европейско първенство по футбол: 1968

### Индивидуални
- Зала на славата на Италия: 2014 (посмъртно)[4]